# Les Démons de Jésus
Pour plus de détails, voir Fiche technique et Distribution.
Les Démons de Jésus est un film français réalisé par Bernie Bonvoisin, sorti en 1997.

## Synopsis
À la fin des années 1960, les Jacob, une famille de Gitans sédentarisés, habitent un pavillon délabré dans la banlieue ouest de Paris. Il y a là Jo, le père, qui entretient sa hargne dans l'alcool, sa femme, Rita, qui tient docilement la maison, sa fille, Marie, caissière dans une supérette, et trois de ses quatre fils, Jeannot, le benjamin, René et Jésus. Chômeurs chroniques, ces deux derniers, grandes gueules au caractère chatouilleux, vivent de carambouilles et de petites combines, s'empressant d'aller dépenser ce qu'ils gagnent au bar d'« Elvis ». Un jour, Marie présente à Jésus sa nouvelle collègue de travail, Mathilde…

## Fiche technique
- Titre : Les Démons de Jésus
- Réalisation : Bernie Bonvoisin
- Scénario : Bernie Bonvoisin
- Producteur délégué : Éric Atlan
- Producteur associé : André Farwagi
- Producteurs exécutifs : Philippe Bédrossian, Jean-Jacques Jauffret
- Musique : Inconnu
- Photographie : Bernard Cavalié
- Montage : Scott Stevenson
- Décors : Claude Dumont et Laurent Perrier
- Costumes : Sidonie Morvan et Martine Rapin
- Société de distribution : PolyGram Film Distribution
- Pays d'origine :  France
- Langue : français
- Format : couleurs - 1,85:1 - Dolby Surround - 35 mm
- Genre : comédie dramatique
- Durée : 117 minutes
- Date de sortie : 8 janvier 1997 (France)

## Distribution
- Thierry Frémont : Jésus Jacob
- Nadia Farès : Marie Jacob
- Patrick Bouchitey : Néné (René) Jacob
- Victor Lanoux : Jo Jacob
- Antoinette Moya : Rita Jacob
- Pierre Laplace : Ernest Jacob
- Ludovic Vandendaele : Jeannot Jacob
- Roberto Herlitzka : Raymond Piacentini
- Jean-Louis Tribes : Antoine Piacentini
- José Garcia : Bruno Piacentini
- Fabienne Babe : Mathilde
- Elie Semoun : Gérard
- Martin Lamotte : Caldet
- Yann Collette : Morizot
- Marie Trintignant : Levrette
- Jean Michel Martinez : l'homme à la Buick
- Jean-Jacques Jauffret : Elvis

## Autour du film
- Le film fut tourné à Rouen. Les barres d'immeubles HLM du film sont situées rive gauche de la ville, dans le quartier Grammont.
- Bernie Bonvoisin fait une petite apparition dans le rôle du facteur et fait aussi le commentaire d'un match de football diffusé à la télévision.

## Bande originale
| No  | Titre                                    | Auteur                                   | Artiste original                 | Durée |
| --- | ---------------------------------------- | ---------------------------------------- | -------------------------------- | ----- |
| 1.  | All Right Now                            | Andy Fraser, Paul Rodgers                | Free                             |       |
| 2.  | The Right Time                           |                                          | John Lee Hooker                  |       |
| 3.  | Hush                                     | Joe South                                | Billy Joe Royal                  |       |
| 4.  | I Got You Babe                           | Sonny Bono                               | Sonny and Cher                   |       |
| 5.  | When The Sun Goes Down                   |                                          | Big Bill Broonzy                 |       |
| 6.  | Framed                                   | Jerry Leiber, Mike Stoller               | The Sensational Alex Harvey Band |       |
| 7.  | Lewis Boogie                             | Jerry Lee Lewis                          | Jerry Lee Lewis                  |       |
| 8.  | Little Girl Blue                         | Lorenz Hart, Richard Rodgers             | Janis Joplin                     |       |
| 9.  | Are You Ready                            | Charlie Allen, John Hill                 | Pacific Gas and Electric         |       |
| 10. | Butcher And Fast Eddie                   | Rose Tattoo                              | Rose Tattoo                      |       |
| 11. | Respect                                  | Otis Redding                             | Aretha Franklin                  |       |
| 12. | I'm So Proud                             | Curtis Mayfield                          | The Impressions                  |       |
| 13. | A Whiter Shade of Pale                   | Keith Reid, Gary Brooker, Matthew Fisher | Procol Harum                     |       |
| 14. | I Never Loved a Man (the Way I Love You) | Ronnie Shannon                           | Aretha Franklin                  |       |
| 15. | Driving Wheels                           |                                          | Jimmy Barnes                     |       |
| 16. | The Prisoner                             | Steve Harris, Adrian Smith               | Iron Maiden                      |       |

## Distinctions
- Nomination au prix du meilleur film, lors du Festival international du film de Rotterdam 1997.
- Nomination au César du meilleur premier film en 1998.